# انالالیری
انالالیری (به لاتین: Analaliry) یک سکونتگاه مسکونی در ماداگاسکار است که در ایهورومبه واقع شده‌است.

## خصوصیات
انالالیری ۵٬۰۰۰ نفر جمعیت دارد و ۹۰۹ متر بالاتر از سطح دریا واقع شده‌است.